# 1993年10月逝世人物列表
1993年逝世人物列表：1月 - 2月 - 3月 - 4月 - 5月 - 6月 - 7月 - 8月 - 9月 - 10月 - 11月 - 12月
1993年10月逝世人物列表，是用於匯總1993年10月期間逝世人物的列表。

## 依日期排序

### 1日
- Fran Bošnjaković，91歲，克羅埃西亞工程師和熱力學家。
- 雅尼娜·达尔塞，76歲，法國電影女演員。[1]
- 雷蒙德·布萊恩·迪拉德（Raymond Bryan Dillard），49歲，美國神學家和聖經學者，心臟病發作。
- 博佐·揚科維奇，42歲，南斯拉夫足球運動員。
- Sigurð Joensen，82歲，法羅群島律師、作家和政治家。
- M. Vera Peters，82歲，加拿大腫瘤學家，乳腺癌。[2]
- 赫爾曼·奧托·斯勒默（Hermann Otto Sleumer），87歲，荷蘭植物學家。[3]
- 塞貢多·卡斯蒂略·瓦雷拉（Segundo Castillo Varela），80歲，秘魯足球運動員。
- 朱塞佩·瓦里（Giuseppe Vari），69歲，義大利電影導演、剪輯師和編劇。[4]

### 2日
- 艾哈邁德·阿卜杜勒-馬利克（Ahmed Abdul-Malik），66歲，美國爵士樂低音提琴手和烏德琴手。[5]
- 威廉·伯傑，65歲，奧地利裔美國演員，癌症。[6]
- 亨利·林林·諾斯（Henry Ringling North），83歲，美國商人和馬戲團老闆。[7]
- 阿明·塔里夫（Amin Tarif），95歲，以色列德魯茲宗教領袖。[8]

### 3日
- 卡特琳娜·戈古，53歲，希臘詩人、作家和女演員，自殺。
- 加里·戈登（Gary Gordon），33歲，美國陸軍上士和榮譽勳章獲得者，在行動中陣亡。[9]
- 米哈伊·科羅姆（Mihály Korom），65歲，匈牙利政治家和法學家。
- 派特裡夏·萊克，74歲，美國女演員、廣播喜劇演員和社交名媛。
- 羅里·派克（Rory Peck），36歲，北愛爾蘭自由戰地攝影師，被槍殺。[10]
- 蘭迪·舒哈特（Randy Shughart），35歲，美國陸軍三角洲部隊士兵和榮譽勳章獲得者，在行動中陣亡。[11]

### 4日
- 約翰·卡瓦斯，83歲，印度演員和特技演員。
- 瓦雷塔·迪拉德（Varetta Dillard），60歲，美國節奏藍調歌手。
- 吉姆·霍爾頓，42歲，蘇格蘭足球運動員，心臟病發作。[12]
- 威廉·亨利·斯科特，72歲，美國教師和歷史學家。
- Lorie Tarshis，82歲，加拿大經濟學家。[13]

### 5日
- 弗朗切斯科·卡皮諾（Francesco Carpino），88歲，義大利羅馬天主教紅衣主教和大主教。
- 威拉德·漢納（Willard A. Hanna），82歲，美國作家。[14]
- 卡尔·海因兹，66歲，美國天文學家和宇航員，心臟病發作[15]
- 拉度·卡爾馬卡爾，74歲，印度電影攝影師和電影導演。
- 珍·奈赫，68歲，美國女演員，中風。
- 杜米特魯·斯塔尼洛埃，89歲，羅馬尼亞東正教牧師和神學家。[16]

### 6日
- 謝爾蓋·巴布科夫，72歲，蘇聯和俄羅斯畫家。
- 阿爾伯特·畢格羅（Albert Bigelow），87歲，美國作家和和平主義者。[17]
- 雷·布魯薩德，56歲，美國純種賽馬騎師。
- 斯蒂爾曼·德雷克（Stillman Drake），82歲，加拿大歷史學家和學者。[18]
- 內賈特·埃扎西巴什，80歲，土耳其實業家和慈善家[19]
- 維克多·拉扎菲馬哈特拉特拉（Victor Razafimahatratra），72歲，馬達加斯加羅馬天主教樞機主教。

### 7日
- 艾弗·布爾默-湯瑪斯（Ivor Bulmer-Thomas），87歲，英國記者和科學作家。
- 西里爾·庫薩克，82歲，愛爾蘭演員（《一九八四》、《哈羅德和莫德》、《我的左腳》），肌萎縮側索硬化症併發症。[20]
- 艾格尼絲·德·米勒（Agnes de Mille），88歲，美國舞蹈家和編舞家，中風。[21]
- 肯尼斯·尼爾森，63歲，美國演員（《樂隊中的男孩》、《地獄使者》、《十七歲》）。[22]

### 8日
- 顧成，37歲，中國詩人、散文家和小說家，自殺。[23]
- 彼特·庫珀，78歲，美國高爾夫球手。[24]
- 聖地牙哥·納瓦羅（Santiago Navarro），56歲，西班牙籃球運動員。[25]
- 曼克·內利斯（Manke Nelis），73歲，荷蘭女歌手。
- 阿爾弗雷德·托普弗（Alfred Toepfer），99歲，德國企業家。[26]

### 9日
- Bernard J. Ganter，65歲，美國羅馬天主教會主教。
- Harry Jagielski，61歲，美國橄欖球運動員。[27]
- 村瀨幸子，88歲，日本女演員。[28]
- Göta Pettersson，66歲，瑞典體操運動員和奧運選手。[29]
- C. R. Rangachari，77歲，印度板球運動員。

### 10日
- 約翰·賓登，50歲，英國演員和保鏢，癌症。[30]
- Catherine Collard，46歲，法國古典鋼琴家，癌症。[31]
- Jim Howden，59歲，澳大利亞賽艇運動員和奧運選手，癌症。[32]
- 紐黑文的默里男爵基思·默里（Keith Murray,Baron Murray of Newhaven），90歲，英國學者。[33]

### 11日
- 喬·巴茲達，78歲，美國賽車手。
- Nani Bhattacharya，75歲，印度工會活動家和政治家。
- 亞歷山德拉·海伊，46歲，美國女演員。[34]
- Yvar Mikhashoff，52歲，美國鋼琴家和作曲家，愛滋病相關併發症。[35]
- 安迪·斯圖爾特，59歲，蘇格蘭音樂家
- 傑西·湯瑪斯（Jess Thomas），66歲，美國歌劇男高音。[36]
- 李·沃爾斯，60歲，美國棒球運動員。[37]

### 12日
- 萊昂·艾姆斯，91歲，美國演員（在聖路易斯見我，托拉！虎！Tora！， Mister Ed）， 中風。[38]
- 米爾恰·大衛，78歲，羅馬尼亞足球運動員。[39]
- Lawrence R. Hafstad，89歲，美國電氣工程師和物理學家。[40]
- 露絲·吉伯特，81歲，美國女演員[41]
- 派翠克·霍爾特（Patrick Holt），81歲，英國演員。[42]
- 默特爾·林德，95歲，美國電影女演員。
- V. Subbiah，82歲，印度共產主義政治家。
- Pendekanti Venkatasubbaiah，72歲，印度政治家。

### 13日
- Tekin Arıburun，88歲，土耳其士兵和政治家。
- Espectro I，54歲，墨西哥 luchador，被稱為“El Espectro I”（“幽靈”）。
- 韋德·弗萊蒙斯，53歲，美國靈魂歌手，癌症。
- Otmar Gutmann，56歲，德國電影製片人，癌症。[43]
- 約翰·傑克遜（John G. Jackson），86歲，美國講師、教師和作家。[44]
- 格溫·威爾斯，42歲，美國女演員，癌症。[45]

### 14日
- 約瑟夫·阿默曼，69歲，美國政治家。[46]
- 尼古拉·巴斯卡科夫，75歲，蘇聯和俄羅斯畫家。
- 伯蒂·克拉克，75歲，巴巴多斯板球運動員。
- Harald Hennum，65歲，挪威足球運動員。.[47]
- 石田博英，78歲，日本政治家。
- 沃爾特·紐曼（Walter Newman），77歲，美國廣播電臺作家和編劇。[48]
- Venmani S. Selvanather，80歲，羅馬天主教會印度主教。
- Obert C. Tanner，89歲，美國商人和慈善家。[49]

### 15日
- Clarence Lung，78歲，美國演員。[50]
- Aydın Sayılı，80歲，土耳其科學史學家。
- Dan Turèll，47歲，丹麥作家，食道癌。
- 渡邊慧，83歲，日本理論物理學家。[51]

### 16日
- Jimmie DeShong，83歲，美國棒球運動員。[52]
- 弗洛拉·恩瓦帕（Flora Nwapa），62歲，奈及利亞作家，肺炎。[53]
- 阿尼·奧利弗（Arnie Oliver），86歲，美國足球運動員。
- 邦妮·坡，81歲，美國女演員和配音員。
- René Sylviano，89歲，法國作曲家。[54]

### 17日
- 賽義德·穆罕默德·阿裡（Syed Mohammad Ali），64歲，孟加拉國記者和編輯。
- Vijay Bhatt，86歲，印度電影導演和編劇。[55]
- 赫爾穆特·戈爾維策（Helmut Gollwitzer），84歲，德國路德宗神學家和作家。[56]
- 戈登·格裡夫（Gordon Grieve），81歲，紐西蘭政治家。
- 克裡斯·奧利瓦（Criss Oliva），30歲，美國音樂家，交通事故。
- Bill Reigel，61歲，美國籃球運動員和教練。[57]

### 18日
- Bernd Baselt，59歲，德國音樂學家。
- 玛丽亚·罗莎·坎迪多（Maria Rosa Candido），26歲，義大利短道速滑運動員和奧運選手，交通事故。[58]
- Lois Kibbee，71歲，美國女演員（《夜的邊緣》、《Caddyshack》、《One Life to Live》），腦癌。[59]
- 薩爾瓦多·洛佩茲（Salvador P. Lopez），82歲，菲律賓作家、記者、外交官和政治家。[60]

### 19日
- 吉德斯克·安德森（Gidske Anderson），71歲，挪威記者和作家。
- Pola Illéry，83歲，羅馬尼亞裔美國女演員和歌手。
- 約翰·科爾，94歲，美國棒球運動員。[61]
- Carsta Löck，90歲，德國電影女演員。[62]

### 20日
- Aage Dons，90歲，丹麥作家。
- 蓋洛德·杜波依斯（Gaylord DuBois），94歲，美國漫畫作家。[63]
- 米蘭·孔約維奇，95歲，塞爾維亞畫家。[64]
- 鮑勃·奧爾德曼（Bob Olderman），31歲，美國橄欖球運動員。[65]
- 杉山寧，84歲，日本畫家。[66]

### 21日
- 韋恩·貝拉爾迪，63歲，美國棒球運動員。[67]
- 詹姆斯·里奧·赫利希（James Leo Herlihy），66歲，美國作家（午夜牛仔）和劇作家，自殺。[68]
- 鮑勃·亨特（Bob Hunter），80歲，美國體育作家。
- 梅爾基奧爾·恩達達耶（Melchior Ndadaye），40歲，蒲隆地知識份子和政治家，被謀殺。[69]
- 安妮·泰伊爾，74歲，印度小說家、記者和傳記作家。
- Irv Torgoff，76歲，美國籃球運動員，心臟病發作。[70]
- 山姆·佐洛托，94歲，美國戲劇評論家，胃癌。[71]

### 22日
- 伊日·哈耶克，80歲，捷克政治家和外交官。[72]
- 英尼斯·愛爾蘭，63歲，英國軍官和賽車手，癌症。
- 賽義德·穆罕默德·賈法爾，75歲，科摩羅總統（1975-1976）。
- 路易士·費利佩·拉蒙·里維拉，80歲，委內瑞拉音樂家、作曲家和作家。
- 漢斯·沃爾特·沃爾夫（Hans Walter Wolff），81歲，德國新教神學家。[73]

### 23日
- 湯瑪斯·貝格利（Thomas Begley），22歲，北愛爾蘭共和軍志願者，炸彈爆炸。
- Ulf Björlin，60歲，瑞典作曲家和指揮家。[74]
- 弗里德里希·迪克爾（Friedrich Dickel），79歲，德國政治家。
- 威廉·費爾德伯格（Wilhelm Feldberg），92歲，德裔英國生理學家和生物學家。[75]
- Shota Lomidze，57歲，喬治亞摔跤手和奧運選手。[76]

### 24日
- 喬·格里蒙德，80歲，英國政治家。[77]
- 普热米斯尔·哈伊尼，67歲，捷克斯洛伐克冰球運動員。[78]
- 哈吉巴巴·侯賽諾夫，74歲，蘇聯和亞塞拜然詩人和教育家。
- 弗里茨·於普特納-永斯托夫，85歲，奧地利藝術總監。[79]
- 海因茨·库布施，63歲，德國足球守門員。[80]
- 東尼諾·納爾迪（Tonino Nardi），54歲，義大利電影攝影師。
- 埃琳娜·尼古拉（Elena Nicolai），88歲，保加利亞歌劇女中音。[81]

### 25日
- 陳百強，35歲，香港歌手、詞曲作者、唱片製作人和演員。
- 瑪麗亞·卡普尼斯特（Mariya Kapnist），80歲，蘇聯和烏克蘭女演員，車禍后併發症。
- 羅伊·漢普頓·派克（Roy Hampton Park），83歲，美國媒體高管和企業家。[82]
- 文森特·普莱斯，82歲，美國演員（《蠟像屋》、《蒼蠅》、《剪刀手愛德華》），肺癌。[83]

### 26日
- 莫里斯·亨利·多曼（Maurice Henry Dorman），81歲，英國外交官和殖民地行政長官。
- František Filipovský，86歲，捷克斯洛伐克演員。[84]
- 阿爾伯特·希瑟勒，76歲，馬爾他政治家和馬爾他總統。
- Oro，21歲，墨西哥職業摔跤手，摔跤事故。
- 哈羅德·羅馬（Harold Rome），85歲，美國作曲家、作詞家和音樂作家。[85]
- Mušan Topalović，36歲，波士尼亞黑幫和軍閥
- 阿爾伯特·祖格史密斯，83歲，美國電影製片人、電影導演和編劇。[86]

### 27日
- 厄爾·班克斯，69歲，美國橄欖球運動員和教練，車禍。[87]
- Cloyce Box，70歲，美國橄欖球運動員。[88]
- 大衛·勞倫斯·麥凱（David Lawrence McKay），92歲，美國摩門教領袖。
- 彼得·昆內爾，88歲，英國作家、傳記作家和文學歷史學家。[89]
- 彼得·蒂扎德，77歲，英國兒科醫生和大學教授。

### 28日
- 埃米利奧·貝里奧，88歲，義大利昆蟲學家和律師。
- 多麗絲·杜克（Doris Duke），80歲，美國女繼承人、慈善家、藝術收藏家和社交名媛，水腫。[90]
- Cal Koonce，52歲，美國棒球運動員，淋巴瘤。[91]
- 朱里·洛特曼（Juri Lotman），71歲，俄羅斯-愛沙尼亞文學學者、符號學家和歷史學家。[92]
- 鮑勃·塞德斯，86歲，美國棒球運動員。[93]

### 29日
- 利普曼·貝爾斯，79歲，拉脫維亞裔美國數學家。[94]
- 羅伯特·迪爾沃思，78歲，美國數學家。
- Herbert Lütkebohmert，45歲，德國足球運動員。[95]
- 牧野雅弘，85歲，日本電影導演。[96]
- 斯坦尼斯瓦夫·馬魯薩茲（Stanisław Marusarz），80歲，波蘭北歐滑雪運動員和奧運選手。[97]
- 伊迪·派克，71歲，美國作家，作家傑克·凱魯亞克的第一任妻子。
- Zdeněk Podskalský，70歲，捷克電影導演和編劇。
- 喬治·波普，82歲，英國板球運動員。
- 埃利奧特·斯科特（Elliot Scott），78歲，英國美術指導（《曾陷害過兔子羅傑》、《迷宮》、《印第安納鐘斯》和《最後的十字軍東征》）。
- František Tokár，68歲，捷克斯洛伐克乒乓球運動員。
- 羅傑·特納，92歲，美國花樣滑冰運動員和奧運選手。[98]

### 30日
- 唐納德·普倫蒂斯·布思（Donald Prentice Booth），90歲，美國陸軍將軍。[99]
- 保羅·格雷瓜爾，82歲，加拿大羅馬天主教紅衣主教，胃癌。
- Louis B. Heller，88歲，美國律師和政治家。[100]
- 彼得·肯普，78歲，英國士兵和作家。
- 瑪麗亞·馬特雷，86歲，德國編劇和電影演員。[101]
- 瑪格麗特·維納（Margaret Vyner），78歲，澳大利亞-英國模特和女演員。[102]
- 泰德·威廉姆斯，77歲，美國橄欖球運動員。[103]

### 31日
- 鮑勃·阿徹（Bob Atcher），79歲，美國鄉村音樂家。[104]
- 费德里柯·费里尼，73歲，義大利電影導演兼編劇（81/2，La Dolce Vita，La Strada），四次奧斯卡獎得主，心臟病發作。 [105]
- 阿爾·梅洛（Al Mello），87歲，美國奧林匹克運動員和拳擊手。
- 拉霍斯·帕普，49歲，匈牙利射擊運動員和奧運選手。[106]
- River Phoenix，23歲，美國演員（Running on Empty、Stand by Me、Indiana Jones and the Last Crusade）和音樂家，吸毒過量。[107]
- 吉爾曼·蘭金（Gilman Rankin），82歲，美國演員（《午夜牛仔》（Midnight Cowboy）、《墓碑領地》（Tombstone Territory）、《突襲13區》（Assault on Precinct 13））。
- 埃德溫·沃克（Edwin Walker），83歲，美國陸軍軍官、反共主義者和白人至上主義者，肺癌。[108]